# Beatriu III de Bigorra
Estefania de Marsan o de Bigorra fou vescomtessa de Marçan i comtessa de Bigorra de 1178 a 1194 sota el nom (segons el lloc) de Beautriu I de Marçan o de Beatriu III de Bigorra. Era filla de Cèntul III, comte de Bigorra, i de Matella dels Baus.

## Biografia
Per posar fi a la rivalitat entre els Comtats de Bigorra i de Comenge, el seu pare l'havia promès amb el comte Bernat IV de Comenge. El matrimoni es va celebrar el 1180 i Bernat IV va prendre possessió de Bigorra i de la Vall d'Aran. Se situava així sota la sobirania feudal d'Alfons II, rei de Catalunya i Aragó (comte de Barcelona), i va negar així l'ajuda militar que devia al seu altre senyor feudal, Ramon V, comte de Tolosa que lluitava a Provença contra el comte de Barcelona.
El 1192, Bernat IV va repudiar a la seva esposa i la va exiliar amb la seva filla Peronella cap a la Bigorra, tot guardant el control del comtat de la seva esposa repudiada. Però el rei Alfons II d'Aragó no hi va estar d'acord, i va intervenir, obligant a Bernat a renunciar a Bigorra a favor de la seva filla Peronella, que es va casar amb un dels seus vassalls, el vescomte Gastó VI de Bearn.

## Matrimonis i fills
Havia estat casada en primeres noces amb Pere II de Dacs, vescomte de Dacs (1167-1170), que va morir el 1170 sense que haguessin tingut fills.
Es va casar de nou vers el 1180 amb Bernat IV († 1251), comte de Comenge, donant a llum a:
- Peronella († 1251), comtessa de Bigorra i vescomtessa de Marçan de la casa de Comenge.